# 중앙아메리카 요리

중앙아메리카

중앙아메리카 요리(中央America 料理)는 북아메리카 요리의 한 갈래로, 중앙아메리카 지역의 요리들을 포함한다.

## 분류
중앙아메리카 요리에 속하는 요리는 다음과 같다.
- 과테말라 요리
- 니카라과 요리
- 벨리즈 요리
- 엘살바도르 요리
- 온두라스 요리
- 코스타리카 요리
- 파나마 요리

## 같이 보기
- 남아메리카 요리
- 라틴 아메리카 요리
- 북아메리카 요리
- 아메리카 원주민 요리
- 카리브 요리